# Lébény
Lébény (německy Leiden) je město v župě Győr-Moson-Sopron v okrese Mosonmagyaróvár. Rozkládá se na území o velikosti 81,37 km²; v roce 2015 zde žilo 3232 obyvatel.
Město je známo díky románské bazilice sv. Jakuba Většího z počátku 13. století, která bývala součástí benediktinského opatství. 

## Historie
Klášter založili synové Štěpána Györa Pót, Csepán a Mořic se svolením uherského krále Ondřeje I. z roku 1208. Pro laiky sloužil farní kostel sv. Markéty.
V roce 1242 byly stavby kláštera poprvé poškozeny, a to při vpádu Mongolů. Podruhé utrpěly za vpádu vojska českého krále Přemysla Otakara II. o dvě desetiletí později. V roce 1541 museli mniši uprchnout navždy před Turky, kteří klášter zničili a v roce 1683 také pobořili klenbu kostela. Správu kláštera obstarávali od roku 1631 jezuité, kteří následky tureckého útoku  na kostel opravili. V letech 1862-1865 byl kostel v interiéru puristicky obnoven v novorománském slohu podle projektu vídeňského architekta A. O. Essenweina, a v letech 1872-1789 také exteriér.

## Architektura
Kostel je trojlodní románská bazilika se třemi polokruhovými, nestejně vysokými apsidami; neobvykle vysoká je střední loď s valenou klenbou, boční lodi mají klenby křížové. Západní věže jsou kryté routovými střechami podle Essneweinova projektu. Blízkou analogii baziliky a kamenické výzdoby v uherském prostředí představuje klášterní bazilika v Jáku.

## Významní rodáci
- Števan Kovatš, luterský pastor a slovinský spisovatel